# タパー・ロード駅
タパー・ロード駅 （タパー・ロードえき、マレー語:Tapah Road Railway Station） は、マレーシアのペラ州タパー・ロードにある、マレー鉄道ウエスト・コースト線の駅である。

## 概要
KTMインターシティの一部の列車（シャトル・トレインは全列車）が停車する｡
本線より先に開業し、当駅より分岐していたトゥルッ・アンソン支線（タパ・ロード～トゥルッ・アンソン間）は、1980年代に廃止された。

## 歴史
- 1893年9月6日 - 駅開業（トゥルッ・アンソン支線バトゥ16～タパー・ロード間の開業による）
- 1894年9月29日 - 開業（タラム～タパー・ロード）

## 駅構造
相対式ホーム2面2線をもつ地上駅である。駅舎は東側にあり、下りホームに面している。上りホームとは構内の跨線橋で結ばれている。
| 1 | ■ウエスト・コースト線（下り） | クアラ・ルンプール・シンガポール方面 |
| 2 | ■ウエスト・コースト線（上り） | バターワース・イポー方面             |